# Papa Paul al IV-lea
Papa Paul al IV-lea (n. 28 iunie 1476, Capriglia Irpina, Campania, Italia – d. 18 august 1559, Roma, Statele Papale) a fost un papă al Romei.
În 1559, la inițiativa Inchiziției, sub pontificatul lui Paul al IV-lea, s-a publicat cea mai cunoscută listă de cărți și autori, denumită Index librorum prohibitorum (Index de cărți interzise) sau Index expurgatorius. Cărțile aflate în Index nu puteau fi citite de către supușii Sfântului Scaun.
Indexul (lista neagră) a fost înnoit periodic și a fost publicat cu regularitate până în anul 1948, dar abia în anul 1966 s-a emis o decizie care a suspendat apariția Indexului. 

## Biografie
Papa Paul al IV-lea, s-a născut, ca și Giovanni Pietro Carafa, in 28 iunie 1476 în Capriglia Irpina, lângă Avellino și a încetat din viață la 18 august 1559, la Roma. A fost un Papă al Bisericii Universale, din 23 mai 1555, până la moartea sa. Una dintre primele sale măsuri după ce a fost ales papă, a fost de a ordona acoperirea nudurilor din Capela Sixtină, cerere ignorată de către Michelangelo. Pe calea bulei papale "Cum nimis absurdum", a creat un ghetou în care a obligat evreii din Roma sa trăiască.
A sprijinit inchiziția, considerând ca în afara bisericii nu există viață. A fost precedat în scaunul pontifical de către Papa Marcel al II-lea și succedat de către Papa Pius al IV-lea.